# Mount Inderbitzen
Mount Inderbitzen är ett berg i Antarktis. Det ligger i Västantarktis. Chile gör anspråk på området. Toppen på Mount Inderbitzen är 2 600 meter över havet.
Terrängen runt Mount Inderbitzen är huvudsakligen bergig, men norrut är den kuperad. Trakten är obefolkad. Det finns inga samhällen i närheten.